# Gnomidolon picipes
Gnomidolon picipes là một loài bọ cánh cứng trong họ Cerambycidae.